# Viktor Nagy
Viktor Nagy (né le 24 juillet 1984 à Budapest) est un joueur de water-polo hongrois qui évolue comme gardien de but. Il remporte le titre de champion du monde en 2013 et participe aux Jeux olympiques de 2012 et de 2016.
En 2017, il est choisi comme meilleur gardien des Championnats du monde et inséré dans l'équipe idéale du tournoi.[réf. nécessaire]